# مثلث پا-بلند
مثلث پا-بلند گونه‌ای اتصال الکتریکی سه فاز است. به دو روش به اولیه آن ولتاژ اعمال می‌شود. در روش اول از ترانسفورماتور سه فاز استفاده می‌شود و در ثانویه چهار سیم خارج می‌شود. ثانویه این ترانسفورماتور شبیه اتصال مثلث است با این تفاوت وسط یکی از سیم‌پیچ‌ها به زمین اتصال داده شده‌است. خروجی ولتاژ آن در ۱۲۰، ۲۲۰ و ۲۰۸ ولت است. با این اتصال دو ولتاژ اصلی جهان ۱۲۰ و ۲۲۰ قابل دسترس است.